# Энтомологическое общество Америки
Энтомологическое общество Америки (англ. The Entomological Society of America (ESA)) — объединение энтомологов США, созданное в 1889 году и включающее специалистов по насекомым.

## История
Энтомологическое общество Америки было создано в США в 1889 году как неправительственное общественное объединение и в настоящее время является крупнейшим в мире энтомологическим обществом. В современном виде с 1953 года, включает отделения в США, Канаде и Мексике.
Объединяет около 6000 членов, среди которых преобладают энтомологи, но также традиционно присутствуют акарологи, арахнологи и специалисты по другим группам членистоногим. Ежегодные митинги (Annual Meeting) собирают до 2000 активных членов, которые выбирают своего президента и присуждают награды общества.
Национальный офис находится в Lanham, штат Мэриленд (рядом со столицей США г.Вашингтон). В обществе 4 Секции по профессиональным интересам и 5 отделений по географическому признаку.
- Секции (Sections)
  - Systematics, Evolution, and Biodiversity
  - Integrative Physiological and Molecular Insect Systems
  - Structural, Veterinary, and Public Health Systems
  - Plant-Insect Ecosystems
- Отделения
  - Eastern Branch  — США, Канада.
  - North Central Branch  — США, Канада.
  - Pacific Branch  — США, Канада, Мексика.
  - Southeastern Branch  — США.
  - Southwestern Branch  — США, Мексика.

## Журналы
Энтомологическое Общество Америки публикует (или ранее издавало) следующие издания:
- Annals of the Entomological Society of America [1]
- Environmental Entolomology [2]
- Journal of Economic Entomology [3]
- Journal of Medical Entomology [4]
- American Entomologist (в 1955—1989 — Bulletin of the Entomological Society of America)[5]
- Arthropod Management Tests [6]
- Journal of Insect Science[7]
- Insect Systematics and Diversity[8]
- Journal of Integrated Pest Management[9]
- Common Names of Insects
- Insect Pest Handbooks
- Thomas Say Publications in Entomology
- ESA Newsletter

## Награды
- Профессиональные награды[10]:
  - Thomas Say Award (Entomological Foundation)
  - Nan-Yao Su Award for Innovation and Creativity in Entomology
  - Distinguished Achievement Award in Extension
  - Distinguished Achievement Award in Teaching
  - Distinguished Achievement Award in Horticultural Entomology (спонсор: OHP)
  - Recognition Award in Entomology (спонсор: Syngenta Crop Protection, Inc.)
  - Recognition Award in Insect Physiology, Biochemistry, & Toxicology (спонсор: Bayer CropScience)
  - Award for Excellence in Integrated Pest Management (спонсор: Syngenta Crop Protection)
  - Henry & Sylvia Richardson Research Grant
  - Integrated Pest Management Team Award (спонсор: Dow AgroSciences)
- Student Awards:
  - Student Certification Award (спонсор: Springer Pest Solutions)
  - John Henry Comstock Graduate Student Awards
  - Linnaean Games
  - Student Activity Award (спонсор: Monsanto Company)
  - Student Competition for the President’s Prize

## ЛауреатыThomas Say Award
Награда названа в честь крупнейшего американского энтомолога Томаса Сэя и вручается за крупнейшие достижения в области систематики, морфологии и эволюции насекомых.
- 2011 — James B. Whitfield
- 2009—2010 Не присуждалась
- 2008 — Stephen Marshall
- 2007 — Гримальди, Дэвид
- 2006 — James K. Liebherr
- 2005 — Peter H. Adler
- 2003—2004 — Не присуждалась
- 2002 — Alfred G. Wheeler
- 1999—2001 — Не присуждалась
- 1998 — David R. Maddison
- 1997 — Миченер, Чарлз
- 1996 — James A. Slater
- 1995 — Louis M. Roth
- 1994 — Не присуждалась
- 1993 — Карпентер, Фрэнк
- 1992 — Нил Эвенхус

## ЛауреатыFounders' Memorial Award
Вручается ежегодно с 1958 в двух номинациях: Lecturer/Honoree
- 2011 — Angela Douglas — Reginald Frederick Chapman
- 2010 — Ken Raffa — Andrew Delmar Hopkins
- 2009 — Edward D. Walker — George B. Craig, Jr.
- 2008 — Dr. Allan S. Felsot — Robert L. Metcalf
- 2007 — Dr. Leon G. Higley — Asa Fitch
- 2006 — Dr. H. Frederik Nijhout —  Уиглсуорт, Винсент
- 2005 — Terry L. Erwin — Кроусон, Рой
- 1981 —Миченер, Чарлз — H.H. Ross
- 1978 — Robert L. Metcalf — Коккерелл, Теодор
- 1973 — Murray S. Blum — Vernon L. Kellogg
- 1972 — Уилсон, Эдвард Осборн — Уилер, Уильям Мортон
- 1971 — Ray F. Smith — William H. Riley
- 1970 — H.H. Ross — Townend Glover
- 1969 — Айснер, Томас — Снодграсс, Роберт Эванс

## Президенты Общества
Источник:
- 2024	Ms. Jennifer A. Henke
- 2023	Dr. Marianne Alleyne
- 2022	Dr. Jessica L. Ware
- 2021	Ms. Michelle S. Smith
- 2020	Dr. Alvin M. Simmons
- 2019	Dr. Robert K. D. Peterson
- 2018	Dr. Michael P. Parrella
- 2017	Dr. Susan Weller
- 2016	Dr. May R. Berenbaum
- 2015	Dr. Phillip G. Mulder, Jr.
- 2014	Dr. Frank Zalom
- 2013	Dr. Robert Wiedenmann
- 2012 Dr. Grayson C. Brown
- 2011 Dr. Ernest S. Delfosse
- 2010 Dr. David B. Hogg
- 2009 Dr. Marlin E. Rice
- 2008 Dr. Michael E. Gray
- 2007 Dr. Scott H. Hutchins
- 2006 Dr. Frank E. Gilstrap
- 2005 Dr. Michael A. Ivie
- 2004 Dr. Kevin L. Steffey
- 2003 Dr. Z B Mayo, Jr.
- 2002 Dr. J.E. McPherson
- 2001 Dr. Larry L. Larson (†)
- 2000 Dr. Sharron S. Quisenberry
- 1999 Dr. Christian Y. Oseto
- 1998 Dr. George G. Kennedy
- 1997 Dr. Douglas Dahlman
- 1996 Dr. Manya B. Stoetzel
- 1995 Dr. Eldon E. Ortman
- 1994 Dr. George L. Teetes
- 1993 Dr. Fred W. Knapp
- 1992 Dr. F. Tom Turpin
- 1991 Dr. Lowell R. Nault
- 1990 Dr. James H. Oliver, Jr.
- 1989 Dr. Dorothy Feir
- 1988 Dr. Lloyd Knutson
- 1987 Dr. Bobby C. Pass (†)
- 1986 Dr. William A. Allen
- 1985 Dr. Charles A. Triplehorn
- 1984 Dr. Donald L. McLean
- 1983 Dr. W. Donald Duckworth
- 1982 Dr. Stanley D. Beck (†)
- 1981 Dr. Carl B. Huffaker (†)
- 1980 Dr. Harold T. Reynolds (†)
- 1979 Dr. James Burton Kring (†)
- 1978 Dr. Edward H. Glass (†)
- 1977 Dr. Reece Ivan Sailer (†)
- 1976 Dr. Ray F. Smith (†)
- 1975 Dr. Kenneth L. Knight (†)
- 1974 Dr. Perry L. Adkisson
- 1973 Dr. Gordon E. Guyer
- 1972 Dr. William G. Eden (†)
- 1971 Mr. R.H. Nelson (†)
- 1970 Dr. Paul Osborne Ritcher (†)
- 1969 Dr. Curtis W. Sabrosky (†)
- 1968 Dr. Bailey Breazeale Pepper (†)
- 1967 Dr. Anthony W.A. Brown (†)
- 1966 Dr. Robert L. Usinger (†)
- 1965 Mr. J. Everett Bussart (†)
- 1964 Dr. Carroll N. Smith (†)
- 1963 Dr. Edward Arthur Steinhaus (†)
- 1962 Dr. Robert Glen (†)
- 1961 Dr. F.S. Arant (†)
- 1960 Mr. Merlin Perry Jones (†)
- 1959 Dr. Paul W. Oman (†)
- 1958 Dr. Robert L. Metcalf (†)
- 1957 Mr. Horace Morton Armitage (†)
- 1956 Dr. Bennett Allen Porter (†)
- 1955 Dr. George C. Decker (†)
- 1954 Dr. Herbert Holdsworth Ross (†)
- 1953 Dr. Charles E. Palm (†)
- 1941—1943 Charles Paul Alexander